# Схонорд
Схоно́рд (нидерл. Schoonoord, нидерл. н.-сакс. Schonerd) — деревня в провинции Дренте, Нидерланды. Схоно́рд относится к общине Куворден. Население 1733 жителей (2006). Схонорд граничит с деревнями Одорнервен на западе и Де Киль на севере, к востоку от деревни лежит лесное хозяйство Сленерзанд.

## История
Поселение возникло в 1854 году на пересечении двух важных транспортных путей: недавно вырытого канала Оранье и дороги из Кувордена в Гронинген. Название было придумано предпринимателем из Ассена и инициатором создания канала Оранье Яспером Клейном и означает «красивое место». Близость к поселению и местности Схонло также сыграла свою роль в именовании.
Деревня была построена на песчаной дюне, прежде известной, как Сленер Дэйн (нидерл. Slener Duin, «Сленская Дюна», от названия соседнего поселения — Слен). Первыми жителями стали каналокопатели из Смилде. Позже, после опустошения торфяных залежей соседнего Одорневена, к ним присоединились местные рабочие-торфяники.
В июне 1854 года поселение насчитывало 30 семей, или 148 жителей.
В 1856 году поселенцы получают школу и церковь и в 1862 Схонорд становится самостоятельной реформатской общиной (нидерл. Hervormde gemeete). В 1866-ом году построено нынешнее здание реформатской церкви. В 1953 году здание церкви было перестроено и церковная башня, изначально формировавшая вход в церковь, была перенесена к центру здания. В 1873 году в Схонорде возникла Христианская Реформированная (нидерл. Christelijk-Gereformeerde) община со своей церковью. Нынешнее здание церкви этого направления построено в 1913 году.
С 1932-го года в Схонорде действует также объединение последователей христианской деноминации Эбен Хаэзер.
В первой половине двадцатого века Схонорд рос в основном вдоль основной дороги, так как она сменила канал в качестве главной транспортной магистрали.
До передела общин Дренте 1998 года Схонорд входил в состав общины Слен.

## Достопримечательности

### Музей под открытым небом «Эллерт и Браммерт»
По случаю 100-летнего юбилея деревни на прилегающей территории были построены реплики покрытых дёрном и торфом хижин и (полу-)землянок характерных для традиционных поселений данной местности. Со временем, эта территория стала музеем под открытым небом «Эллерт и Браммерт», названным в честь великанов-разбойников из местного фольклора. Кроме реплик жилищ в музее в настоящее время находятся: коллекция археологических находок из региона (в том числе реплика Человека из Толлунда, обнаруженного в похожих на местные торфяных болотах Ютландии, Дания), гончарная мастерская, действующая кузница, традиционная саксонская таверна (нидерл. herberg), функционирующая, как ресторан.
Раз в год в музее проводится демонстрация старых тракторов и сельскохозяйственной техники, на которую съезжаются энтузиасты региона. Ежегодно в демонстрации участвует около ста тракторов и сельскохозяйственных орудий, большинство из них — действующие.
С 2008-го года в музее ежегодно проходят костюмированные демонстрации «Живая история», организуемые краеведческим обществом «Старый народ» (нидерл. н.-сакс. 't Aol' Volk). Участники общества в традиционных костюмах изображают жизнь дрентской деревни в прошлые века, демонстрируют ремёсла и народное искусство.
В 2000-ом году музей посетило 60 тысяч человек, таким образом он стал в этом году третьим по посещаемости в провинции.

### Дольмен «Беспоповская церковь»
Южнее Схонорда находится дольмен Д49, более известный под названием «Беспоповская церковь» (нидерл. Papeloze kerk, от нидерл. «paap» — католический священник). Это название (цитата из Кальвина — фр. une église sans pape) символизирует тайные службы подвергавшихся преследованиям протестантов. В девятнадцатом веке высказывались предположения, что около дольменов проводили службы Менсо Альтинг и другие реформатские священники в конце XVI-го века, когда Дренте и Гронинген вновь оказались под властью католической Испании (см. Восьмидесятилетняя война). Однако, в настоящее время эти предположения подвергаются сомнению.
В 1959 году дольмен был частично восстановлен Альбертом ван Гриффеном, при этом были использованы валуны из округи. Часть дольмена оставлена открытой, для демонстрации конструкции, другая часть — засыпана гравием и землёй.
С 2006 года около дольмена снова проводятся церковные службы на открытом воздухе.

### Мост через канал Оранье
В рамках реконструкции пути Слен — Ролде, скульптор Идс Виллемсма (Ids Willemsma) из Остервирума, Фрисландия спроектировал новый мост через канал Оранье. Мост украшен массивной скульптурой. Верхняя часть символически представляет очертания плоскодонной лодки, подобной тем, что использовались торфяниками региона для перевозки торфа, средняя — отражение лодки в водах Оранье. Наклонная основа символизируен Сленскую Дюну — выдающуюся черту местного рельефа. «Сленер Дэйн» также было названием места, где сейчас находится Схонорд до основания деревни.

### Экспозиции «Искусство природы Дренте»
С 2005 года в лесном хозяйстве рядом со Схонордом некоммерческая организация «Искусство природы Дренте» (нидерл. Natuurkunst Drenthe) создаёт условия для реализации произведений изобразительного искусства в гармонии с местной природой. В рамках этой инициативы художники из Нидерландов и из-за рубежа создают произведения посвященные какой-либо теме из культурной истории края в течение 14и дней после Дня Святой Троицы (приходящегося на конец весны — начало лета). План ежегодной экспозиции разрабатывается в тесном сотрудничестве с государственным лесничеством (нидерл. Staatsbosbeheer,nl:Staatsbosbeheer  (нид.)). Названия и темы прошлых экспозиций:
- Легенда: легенда Эллерта и Браммерта, 2005
- Укрощённая вода: история канала Оранье, 2006
- Зелёная революция: стремительное озеленение края с 1930 года, 2007
- Искусная археология: археологическая история края, 2008
- OverLeven (игра слов: «о жизни» или «выживание»): искусство выживания жителей края, 2009

## Фольклор
В окрестностях Схонорда (на поле Эллертсвельд — буквально «эллертовом поле») происходит действие саги об Эллерте и Браммерте — двух огромных и кровожадных великанах-разбойниках.
По одной из версий легенды, великаны похищают местную девочку Марике, которая, ослушавшись родителей, забредает на зловещее поле Эллертсвельд. Долгое время Марике выполняет всю работу по дому — стирает одежду великанов, приводит в порядок их землянку, готовит еду. Однажды, после ссоры с Браммертом, пьяный Эллерт остаётся дома и просит, чтобы Марике его побрила. Во время бритья Эллерт засыпает, и Марике перерезает ему горло бритвой и убегает. Вернувшись домой и обнаружив брата мёртвым, Браммерт бросается в погоню за Марике. Почти догнав около её родной деревни, он метает в неё топором, но как раз в этот момент девочка вбегает в избу и закрывает за собой дверь, в которую вонзается топор великана.
Кроме поля Эллертсвельд и музея именами великанов названы улицы Эллертстрат и Браммертстрат в Схонорде и, косвенно, местный дом престарелых «Эллертсвельд». В 2005 году легенда об Эллерте и Браммерте стала темой первой экспозиции в рамках культурной инициативы «Искусство природы Дренте».
2009 год прошел в Схонорде под именем «Года Марике», в честь героини легенды.